# Marcos Juárez
Pour les articles homonymes, voir Juárez.
Marcos Juárez est une ville de la province de Córdoba, en Argentine, et le chef-lieu du département de Marcos Juárez.
La ville tient son nom du gouverneur de la province de Córdoba en 1890.

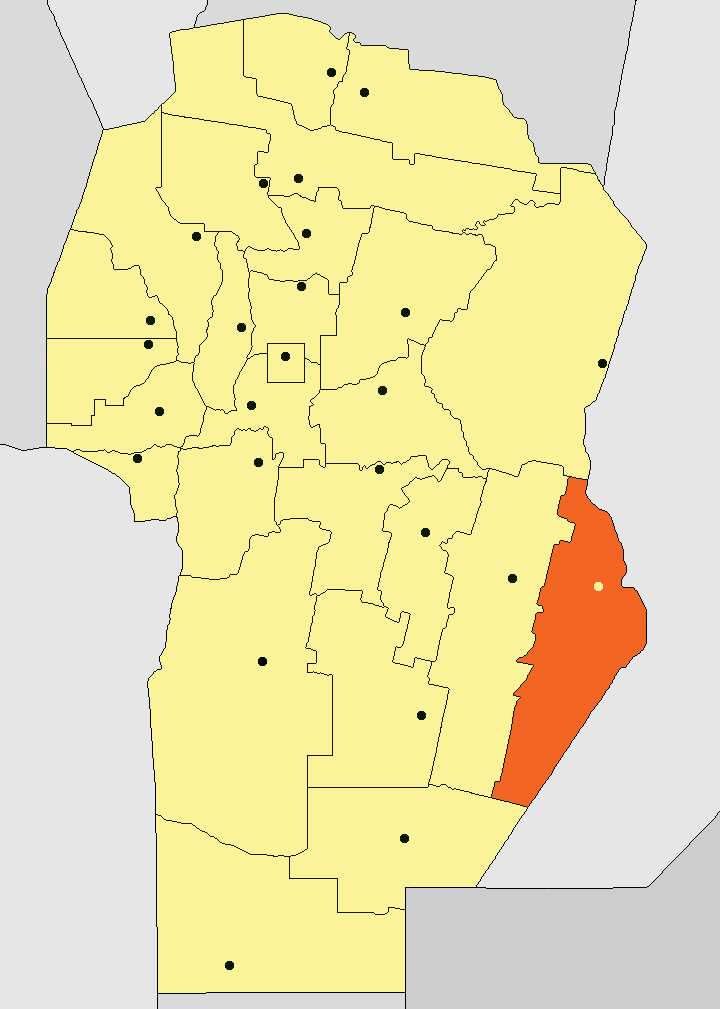
Localisation de la ville dans la province